# Scramjet

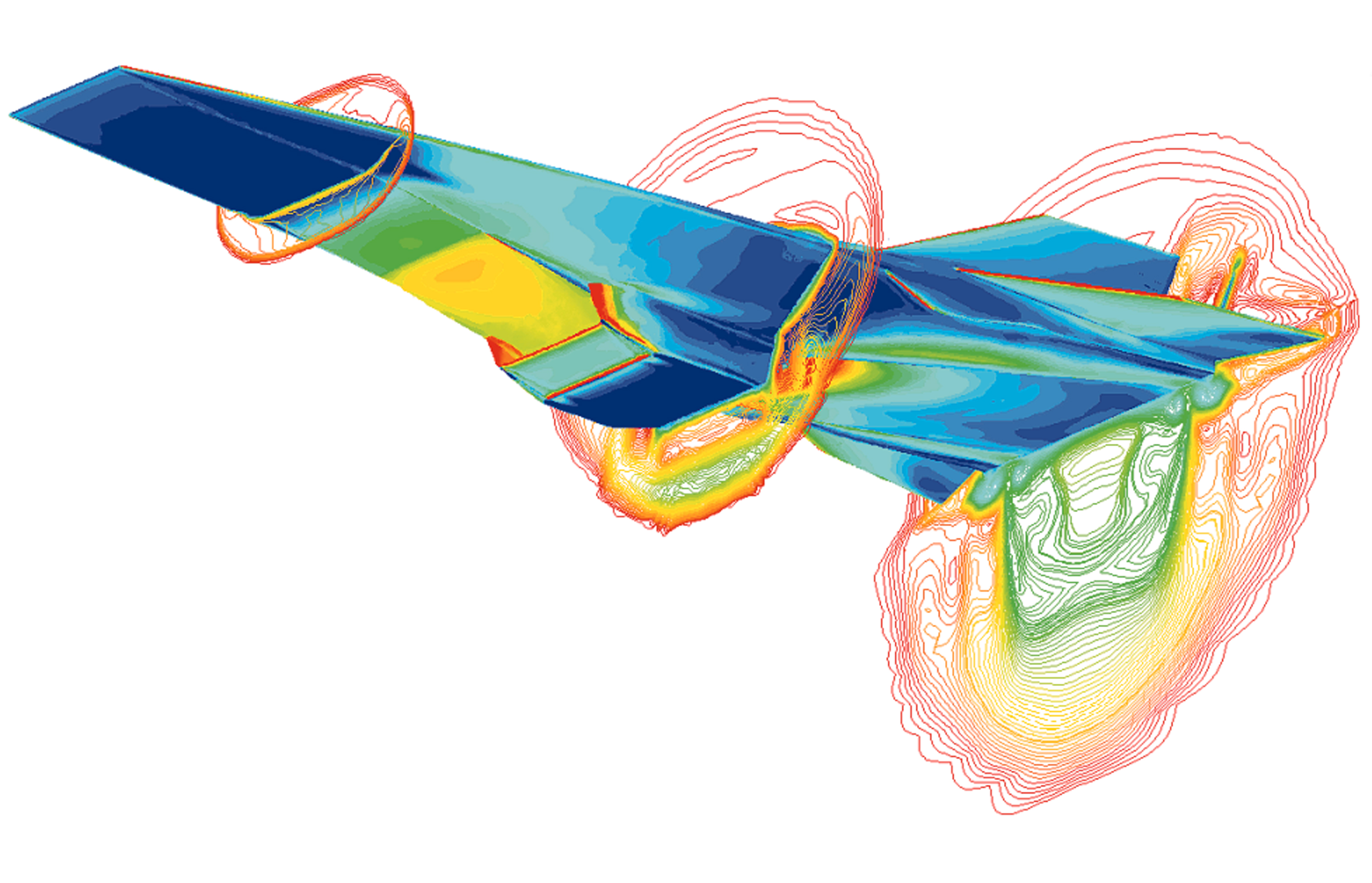
Resultat från en CFD-beräkning av strömningen runt en X-43A med scramjet på undersidan vid Mach 7

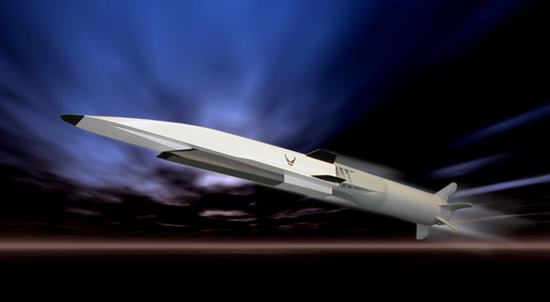
X51 Waverider

En scramjetmotor (engelska: Supersonic Combustion Ramjet ) är en typ av jetmotor som har få, eller inga rörliga delar och som fungerar först vid överljudshastighet. Luftfartyg med scramjetmotor måste därför försättas i överljudshastighet genom transport av en annan farkost för att fungera. Teoretiskt räknar man med att en scramjet kan nå upp till cirka mach 24, det vill säga 24 gånger ljudets hastighet eller cirka 29400 km/h. I likhet med ramjetmotorn, använder sig en scramjet av syre från den omgivande atmosfären som komprimeras och bromsas upp genom flygfarkostens främre dels aerodynamiska utformning och genom ett kontraherande inlopp. Skillnaden mot ramjetmotorn består i att strömningshastigheten även genom förbränningskammaren är högre än ljudhastigheten. Detta är nödvändigt för att undvika de höga temperaturer och tryck som orsakas av alltför långtgående inbromsning av luft från höga Machtal, men medför också att förbränningen lätt kan bli ineffektiv och instabil på grund av den korta tid (millisekunder) som förlöper mellan luftintag och utloppsdysa under vilken bränsle måste sprutas in och förbrännas. Scramjetmotorer anses vara konkurrenskraftiga relativt ramjetmotorer vid hastigheter över 6–7 gånger ljudhastigheten. 

## Exempel
Inga kända scramjetmotorer finns f.n. i reguljär drift, men ett flertal experiment har utförts med raketer som accelererat den scramjetförsedda farkosten till höga överljudshastigheter, exempelvis amerikanska och australiska.

## Jämförelse med raketmotorn
Den huvudsakliga fördelen relativt en raket är att syre inte behöver medföras utan utvinns från luften, vilket innebär att nyttolasten för en given farkoststorlek kan ökas radikalt. Nackdelarna, utöver förbänningsinstabiliteterna som nämndes ovan, är att farkosten utsätts för större tryck-, vibrations- och värmepåfrestningar genom att accelerationen förläggs till en tätare del av atmosfären, samt att det är svårt att konstruera en farkost- och motorgeometri som är aerodynamiskt effektiv över ett mycket vitt hastighetsintervall.